# Conference Ouest 2000
La Conference Ouest 2000 è stata la 5ª edizione dell'omonimo torneo di football americano.
L'edizione è stata vinta dagli Dockers de Nantes sugli Yankees Angers.

## Squadre partecipanti
| Club                  | Città   | Stadio | Sponsor ufficiale | Risultato nella stagione 1999 |
| --------------------- | ------- | ------ | ----------------- | ----------------------------- |
| Caïmans72 du Mans     | Le Mans |        |                   |                               |
| Conquérants de Caen   | Caen    |        |                   |                               |
| Dockers de Nantes     | Nantes  |        |                   |                               |
| Pionniers de Touraine | Tours   |        |                   |                               |
| Yankees Angers        | Angers  |        |                   |                               |

## Stagione regolare

### Calendario

#### 1ª giornata
| 26 marzo 2000 | Caïmans72 du Mans | 0 – 6 | Pionniers de Touraine |  |

| 26 marzo 2000 | Caïmans72 du Mans | 0 – 16 | Yankees Angers |  |

| 26 marzo 2000 | Pionniers de Touraine | 6 – 16 | Yankees Angers |  |

#### 2ª giornata
| 9 aprile 2000 | Conquérants de Caen | 16 – 6 | Caïmans72 du Mans |  |

| 9 aprile 2000 | Dockers de Nantes | 7 – 8 | Caïmans72 du Mans |  |

| 9 aprile 2000 | Dockers de Nantes | 24 – 8 | Yankees Angers |  |

| 9 aprile 2000 | Yankees Angers | 12 – 14 | Conquérants de Caen |  |

#### 3ª giornata
| 16 aprile 2000 | Conquérants de Caen | 20 – 8 | Pionniers de Touraine |  |

| 16 aprile 2000 | Conquérants de Caen | 0 – 6 | Dockers de Nantes |  |

| 16 aprile 2000 | Dockers de Nantes | 7 – 6 | Pionniers de Touraine |  |

### Classifica
La classifica della regular season è la seguente:
- PCT = percentuale di vittorie, G = partite giocate, V = partite vinte,  P = partite perse, PF = punti fatti, PS = punti subiti

| Pos. | Squadra               | PCT  | G | V | N | P | PF | PS |
| ---- | --------------------- | ---- | - | - | - | - | -- | -- |
| 1    | Dockers de Nantes     | .750 | 4 | 3 | 0 | 1 | 44 | 22 |
| 2    | Conquérants de Caen   | .750 | 4 | 3 | 0 | 1 | 50 | 32 |
| 3    | Yankees Angers        | .500 | 4 | 2 | 0 | 2 | 52 | 44 |
| 4    | Pionniers de Touraine | .250 | 4 | 1 | 0 | 3 | 26 | 43 |
| 5    | Caïmans72 du Mans     | .250 | 4 | 1 | 0 | 3 | 14 | 29 |

## Playoff

### Tabellone
|  | Semifinali            | Semifinali            | Semifinali     |                |                   | Finale            | Finale | Finale |  |
|  |                       |                       |                |                |                   |                   |        |        |  |
|  | Dockers de Nantes     | Dockers de Nantes     | v              |                |                   |                   |        |        |  |
|  | Dockers de Nantes     | Dockers de Nantes     | v              |                |                   |                   |        |        |  |
|  | Pionniers de Touraine | Pionniers de Touraine | p d.g.s.       |                |                   |                   |        |        |  |
|  | Pionniers de Touraine | Pionniers de Touraine | p d.g.s.       |                | Dockers de Nantes | Dockers de Nantes | 15     |        |  |
|  |                       |                       |                |                | Dockers de Nantes | Dockers de Nantes | 15     |        |  |
|  |                       |                       | Yankees Angers | Yankees Angers | 14                |                   |        |        |  |
|  | Conquérants de Caen   | Conquérants de Caen   | Yankees Angers | Yankees Angers | 14                | p d.g.s.          |        |        |  |
|  | Conquérants de Caen   | Conquérants de Caen   |                |                |                   |                   |        |        |  |
|  | Yankees Angers        | Yankees Angers        | v              |                |                   |                   |        |        |  |

### Semifinali
| 28 maggio 2000 | Dockers de Nantes | v – p (a tavolino) | Pionniers de Touraine |  |

| 28 maggio 2000 | Conquérants de Caen | p – v (a tavolino) | Yankees Angers |  |

### Ouest Bowl V
| 28 maggio 2000 | Dockers de Nantes | 15 – 14 | Yankees Angers |  |

## Verdetti
- Dockers de Nantes vincitori dell'Ouest Bowl 2000